# Goga Bitadze

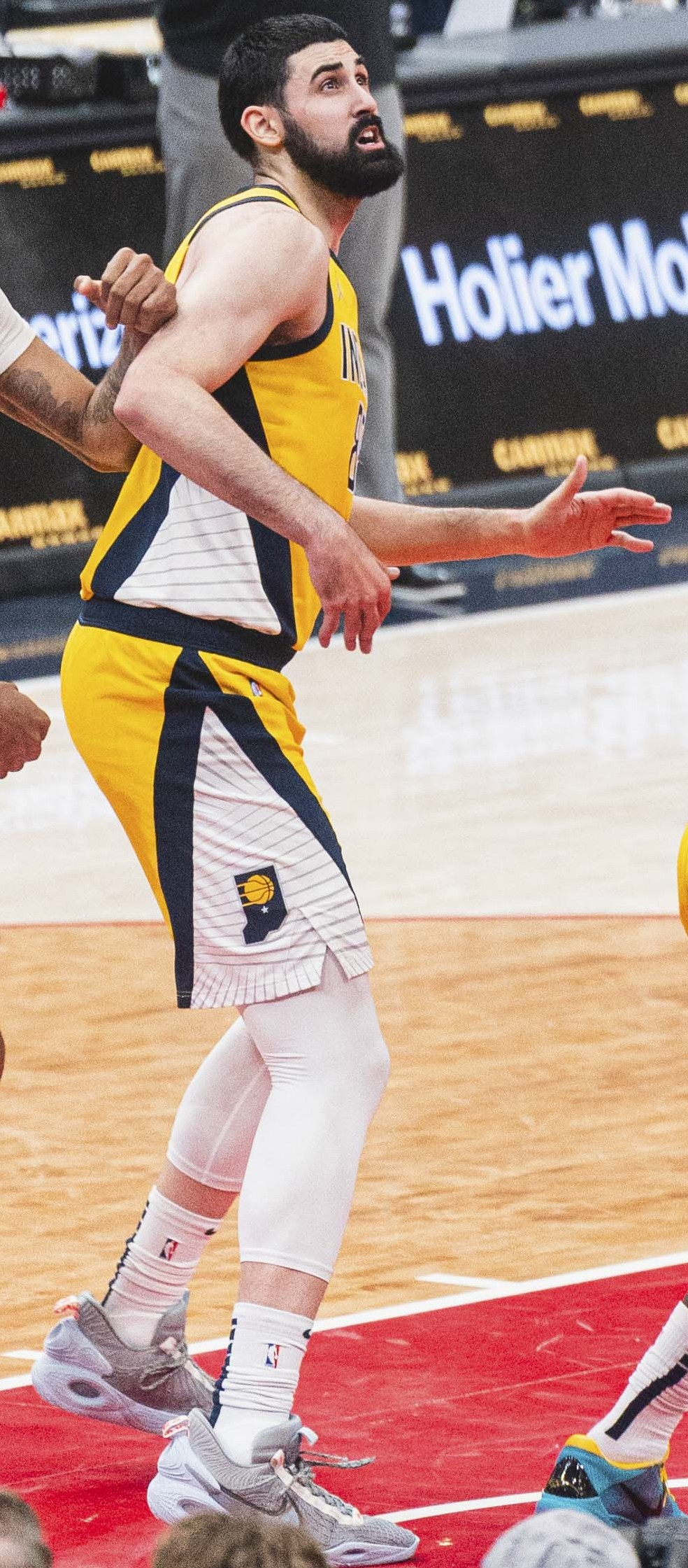
Goga Bitadze, 2022.

Goga Bitadze, georgiska: გოგა ბითაძე, född 20 juli 1999 i Sagarejo, är en georgisk professionell basketspelare (C) som spelar för Orlando Magic i National Basketball Association (NBA). Han har tidigare spelat bland annat för Indiana Pacers.
Bitadze draftades av Indiana Pacers i första rundan i 2019 års draft som 18:e spelare totalt.